# Rolf Dahlström (gallerist)
Rolf Uno Dahlström, född 13 juni 1927 i Karlstad, död 2 maj 1999 i Glemmingebro, var en svensk författare och gallerist. Han var sedan 1977 gift med Birgitta Westberg.
Dahlström, som var utomäktenskaplig son till verkmästare Reinhold Ludvig Grahnert och textilarbeterskan Ester Johanna Dahlström,, blev filosofie kandidat och debuterade 1960 med novellsamlingen Den andre, vilken belönades med Eckersteinska litteraturpriset 1961. Därefter följde romanen Den dödes hus (1962) och novellsamlingen Det växte blommor (1964). Han startade 1967 Galleri Glemminge i Glemmingebro, vilket han drev fram till sin död, under de sista 25 åren tillsammans med Birgitta Westberg. Han tilldelades Ystads kommuns kulturpris 1982.